# Kwartsuurwerk
Een kwartsuurwerk is een klok waarvan de tijdgever bestaat uit een oscillerend stukje kwartskristal, SiO2.
Dit stabiele materiaal kan worden gebruikt om elektronische oscillators te maken met een frequentie van 32.768 Hz, die bij verschillende temperaturen slechts weinig varieert en die bovendien zeer klein kunnen zijn. Deze frequentie is gelijk aan 2 tot de macht 15.  Met een paar eenvoudige logische schakelingen is een frequentiedeler te maken die de frequentie verlaagt tot bijvoorbeeld 1 Hz (puls per seconde). 
Hiermee werden goedkope en toch (in vergelijking met mechanische oscillatoren) zeer nauwkeurig lopende uurwerken mogelijk, die in de jaren 70 van de 20e eeuw voor het eerst gangbaar werden en die in korte tijd in veel marktsegmenten de mechanische uurwerken goeddeels hebben verdrongen. Een afwijking van maximaal enkele seconden per week is makkelijk haalbaar, zelfs voor een uurwerk van enkele euro's.
Uurwerken met kwartsoscillator zijn meestal herkenbaar aan de aanduiding 'quartz' op de wijzerplaat.